# 梁保华
梁保华（1945年11月—），男，江西宜春人，中华人民共和国政治人物。复旦大学新闻系新闻专业毕业。中共第十六屆中央候補委員、第十七屆中央委員。曾任江苏省省长，中共江苏省委書記、第十一届全国人大财政经济委员会副主任委员等职务。

## 生平
梁保华1963年考入复旦大学新闻系。1965年11月加入中国共产党。1968年毕业，8月参加工作，被“下放”到江苏太仓县新湖公社劳动锻炼；后借调到中共地方报社工作。1975年，梁保华调入中共江苏省委机关任职，被安排为省委常委、省革委会副主任韩培信担任秘书工作，由此开启从政之路。
此后，梁保华的职务随韩培信的升迁而升迁。1977年，韩培信调任轻工业部副部长，梁保华也一同调离；1981年，韩回到江苏，并出任代理省长；梁也跟随回到江苏；1983年，韩出任中共江苏省委书记，梁由副处级秘书擢升中共江苏省委办公厅副主任；并在1985年12月晋升省委办公厅主任，是韩培信的“大管家”。1993年韩培信退休时，梁保华已官至中共江苏省委秘书长（1993年6月起任）、兼省委办公厅主任。
1994年12月，梁保华当选中共江苏省委常委；1998年起，兼任中共苏州市委书记；2000年，晋升中共江苏省委副书记；次年起，兼任江苏省常务副省长。2002年12月，在季允石调离后，出任江苏省代省长；并在2003年2月，正式当选江苏省省长。2007年10月，出任省委书记；次年1月，当选江苏省人大常委会主任。梁在江苏省担任一把手期间，将全省的政策与资源尽数堆积至苏州，全力辅佐苏州发展而尽全力打压省内其他城市的发展。
2009年11月9日，梁保华率团访问台湾，成为第一位到访台湾的中共省委书记。
2010年12月，已到退休年龄的梁保华被免去中共江苏省委书记职务；12月任全国人大财政经济委员会副主任委员。2011年9月，担任中国宋庆龄基金会副主席。梁保华还是2014年夏季青年奥林匹克运动会（南京青奥会）的组委会主席。

## 著作
- 《大道先行》江苏人民出版社 / 2014-11
- 《锦绣江苏》主编，江苏人民出版社 / 1998